# Pernelle Carron
Pour les articles homonymes, voir Carron.
Pernelle Carron (née le 20 août 1986 à Villefranche-sur-Saône dans le Beaujolais), est une danseuse sur glace française. Elle a eu trois partenaires: Édouard Dezutter (1997-2005), Matthieu Jost (2005-2009) puis Lloyd Jones (depuis 2009).

## Biographie

### Carrière sportive avec Édouard Dezutter
Pernelle Carron commence le patinage à l'âge de six ans à la patinoire baraban. Elle s'oriente vers la danse sur glace avec Édouard Dezutter comme premier partenaire. Ils patinent ensemble de la catégorie benjamin à junior  de 1992 à 2005. Doubles champions de France benjamin, Vice-champions de France Minime, Champions de France Cadet, doubles champions de France novice en 2000 et 2001, Double Champions de France Junior 2004 et 2005.
Sur le plan international, ils participent à deux championnats du monde junior en 2004 à La Haye et en 2005 à Kitchener. Ils se séparent à l'issue de la saison 2004/2005.
Au cours de l'année 2005, Edouard Dezutter décide d'arrêter sa carrière. L'équipe de danse sur glace de Lyon lui propose de patiner avec Matthieu Jost qui vient de perdre sa partenaire Roxane Petetin qui a été contrainte d'arrêter sa carrière sportive à cause d'une blessure.

### Carrière sportive avecMatthieu Jost

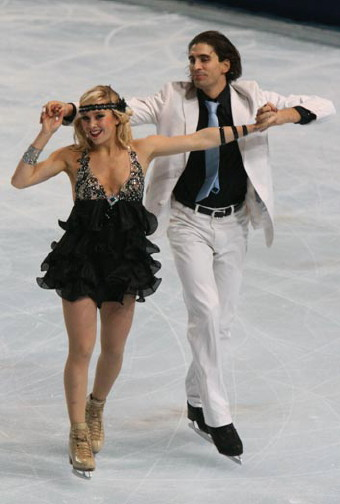
Pernelle Carron et Matthieu Jost au Trophée de France 2008

Pernelle Carron patine désormais avec Matthieu Jost. Ils participent dès l'automne 2005 au Trophée Bompard (11e) puis prennent la médaille de bronze des championnats de France 2006 à Besançon. Ils ne peuvent pas participer ni aux championnats d'Europe de janvier 2006 à Lyon, ni aux championnats du monde de mars 2006 à Calgary, car la France ne disposent que de deux places pour ces deux compétitions.
En 2006/2007, ils participent à deux épreuves du Grand Prix ISU au cours de l'automne. Ils se rendent d'abord à la coupe de Chine (5e) puis au Trophée Bompard (8e). Ils conservent ensuite leur médaille de bronze des championnats de France 2007 à Orléans. Nathalie Péchalat & Fabian Bourzat étant forfait pour les championnats d'Europe de janvier 2007 à Varsovie, cela leur permet de s'y rendre. Ils rentrent alors directement dans le top 10 européen en prenant la 9e place. Par contre, ils ne pourront pas se présenter aux championnats du monde de mars 2007 à Tokyo.
En 2007/2008, ils montent sur la 3e marche du podium du Skate Canada mais doivent se contenter de la 5e place au Trophée Bompard. En l'absence de Nathalie Péchalat & Fabian Bourzat aux championnats de France 2008 à Megève, cela leur permet de remporter la médaille d'argent nationale. Ils conservent ensuite leur 9e place lors des championnats d'Europe de janvier 2008 à Zagreb. La France ne disposant toujours que de deux places aux championnats du monde de mars 2008 à Göteborg, ils ne peuvent donc toujours pas s'y rendre.
En 2008/2009, ils prennent deux fois la 5e place du Skate America et du Trophée Bompard. Aux championnats de France 2009 à Colmar, ils conservent leur médaille d'argent. Aux championnats d'Europe de janvier 2009 à Helsinki, ils progressent dans la hiérarchie européenne en se classant 6e. Ils vont ensuite participer pour la première fois ensemble aux championnats du monde, en mars 2009 à Los Angeles, et s'y classent 9e. À l'issue de leur quatrième saison, Pernelle Carron et Matthieu Jost se séparent.

### Carrière sportive avec Lloyd Jones

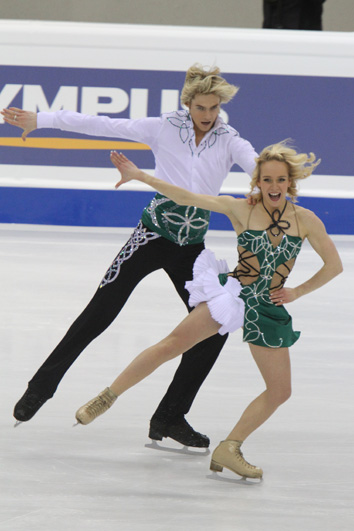
Aux championnats du monde 2010

Pour la saison 2009/2010, le nouveau couple formé décide de patiner pour la France. Pour leur première saison ensemble, ils prennent la 9e place du Trophée Bompard en octobre 2009. Deux mois plus tard, ils deviennent champions de France 2010 à Marseille. Ils sont sélectionnés par la FFSG (Fédération française des sports de glace) pour patiner aux championnats d'Europe de janvier 2010 à Tallinn où ils se classent 12e. Ils ne participent pas aux Jeux olympiques d'hiver de février 2010 à Vancouver, mais se rendent aux championnats du monde de mars 2010 à Turin où ils prennent la 12e place.

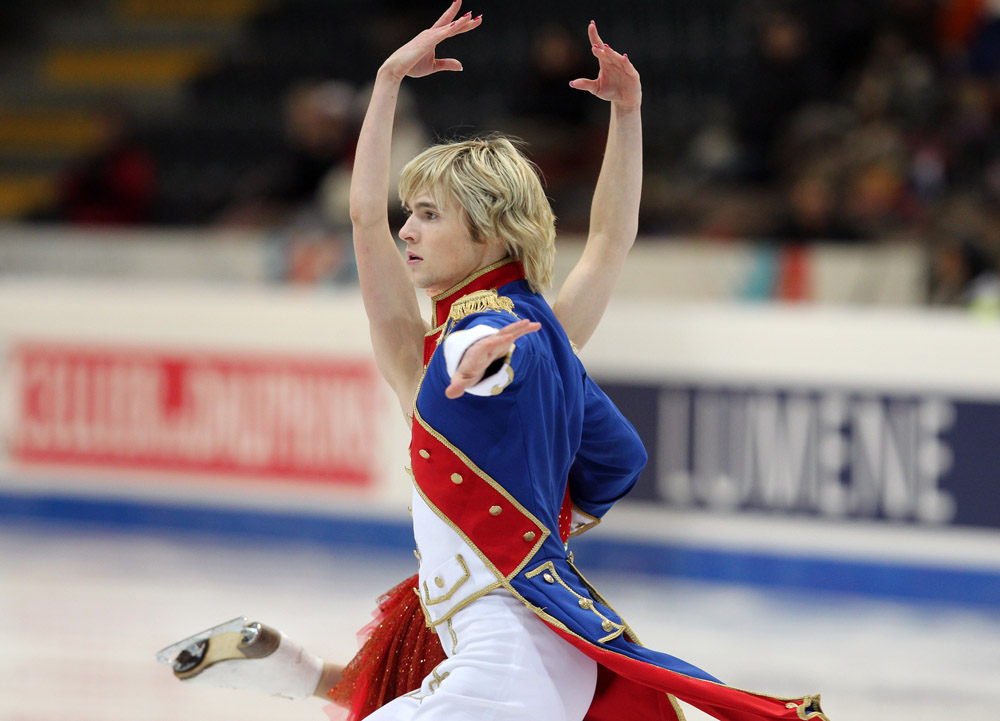
Aux Championnats d'Europe 2011 à Berne.

En 2010/2011, ils patinent à deux compétitions automnales du Grand Prix ISU ; le Skate Canada en octobre (5e) et le Trophée Bompard en novembre (4e). Le mois suivant ils deviennent Vice-champions de France, derrière Nathalie Péchalat & Fabian Bourzat. Aux championnats d'Europe de janvier 2011 à Berne, ils progressent à la 9e place européenne, et terminent à la 12e place mondiale lors des championnats du monde d'avril 2011 à Moscou.
En 2011/2012, ils patinent à deux compétitions du Grand Prix ISU en novembre. Ils obtiennent d'abord la médaille de bronze à la Coupe de Chine puis la 6e place de la coupe de Russie. En décembre, ils conservent leur médaille d'argent des championnats nationaux, organisés à Dammarie-lès-Lys. Ils prennent ensuite la 7e place continentale aux championnats d'Europe de janvier 2012 à Sheffield. Deux mois plus tard, ils sont sous notés par les juges qui les mettent 21e du programme court des championnats du monde de mars 2012 à Nice, ce qui les empêche de pouvoir patiner leur programme libre.
En 2012/2013, ils commencent leur saison par le Skate Canada en octobre (7e) puis le Trophée Bompard en novembre (8e). Le mois suivant, ils conservent leur médaille d'argent aux championnats de France élites à Strasbourg. Aux championnats d'Europe de janvier 2013 à Zagreb, ils prennent la 10e place aux championnats d'Europe. Aux championnats du monde de mars 2013 à London, ils prennent la 12e place.
En 2013/2014, ils sont Champions du Monde Universitaire à Trento (Italie), Vice-champions de France Sénior, et participent aux Jeux olympiques à Sotchi en février 2014 (15e).

### Reconversion
Le couple passe en carrière professionnelle après les Jeux Olympiques et ont notamment tourné avec la troupe "Russian Ice Stars" et Holiday on Ice comme couple principal pour la tournée "Passion".
Pernelle fut ensuite la patineuse de couple principale adagio au "LIDO DE PARIS" en 2018 et 2019 avec Maxime Combès.
Elle a poursuivi ses études en parallèle, obtenu une licence en Histoire de l'Art et Archéologie (double cursus en Droit), ainsi qu'un Diplôme d'Architecte d'intérieur à CREAD LYON. Elle a également obtenu son diplôme de professeur de Pilates Kinéticode avec Margherita Bencini.
Elle est à présent Architecte d'intérieur/Design à son compte.
Fait toujours partie du monde du sport car Coach et Chorégraphe de patinage artistique, et bénévole dans le développement de la Danse sur Glace en France au sein de la FFSG.

### Vie privée
Mariée et maman de deux petites filles, elle vit dans le Beaujolais vers Villefranche sur Saône.

## Palmarès
Avec trois partenaires différents: 

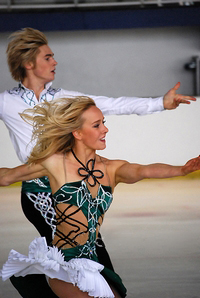
Pernelle Carron & Lloyd Jones aux masters 2009

- Édouard Dezutter (2 saisons : 2003-2005)
- Matthieu Jost (4 saisons : 2005-2009)
- Lloyd Jones (5 saisons : 2009-2014)

| Compétition                   | 2004    | 2005    |  | 2006    | 2007    | 2008    | 2009    |  | 2010    | 2011    | 2012    | 2013    | 2014    |  |
| Jeux olympiques d'hiver       |         |         |  |         |         |         |         |  |         |         |         |         | 15e     |  |
| Championnats du monde         |         |         |  |         |         |         | 9e      |  | 12e     | 12e     | 21e     | 12e     |         |  |
| Championnats d'Europe         |         |         |  |         | 9e      | 9e      | 6e      |  | 12e     | 9e      | 7e      | 10e     | 13e     |  |
| Championnats de France        |         |         |  | 3e      | 3e      | 2e      | 2e      |  | 1re     | 2e      | 2e      | 2e      |         |  |
| Championnats du monde juniors | 15e     | 13e     |  |         |         |         |         |  |         |         |         |         |         |  |
|                               |         |         |  |         |         |         |         |  |         |         |         |         |         |  |
| Grand Prix ISU                | 2003/04 | 2004/05 |  | 2005/06 | 2006/07 | 2007/08 | 2008/09 |  | 2009/10 | 2010/11 | 2011/12 | 2012/13 | 2013/14 |  |
| Skate America                 |         |         |  |         |         |         | 5e      |  |         |         |         |         | 6e      |  |
| Skate Canada                  |         |         |  |         |         | 3e      |         |  |         | 5e      |         | 7e      |         |  |
| Coupe de Chine                |         |         |  |         | 5e      |         |         |  |         |         | 3e      |         | 4e      |  |
| Trophée de France             |         |         |  | 11e     | 8e      | 5e      | 5e      |  | 9e      | 4e      |         | 8e      |         |  |
| Coupe de Russie               |         |         |  |         |         |         |         |  |         |         | 6e      |         |         |  |
| Légende : F = Forfait         |         |         |  |         |         |         |         |  |         |         |         |         |         |  |